# Книжник, Ефим Иосифович
Ефим Иосифович Книжник (род. 12 октября 1934) — горный инженер-геофизик, лауреат Государственной премии СССР 1970 года.
Родился 12 октября 1934 года в городе Новоукраинка.
В 1958 году окончил с отличием Днепропетровский горный институт.
Основные этапы биографии:
- 1958—1959 инженер-геофизик партии № 2 Берчогурской геофизической экспедиции;
- 1959—1961 начальник Карабутакской партии Берчогурской геофизической экспедиции;
- 1961 главный инженер Восточно-Мугоджарской партии Берчогурской геофизической экспедиции;
- 1961—1964 главный инженер Берчогурской геофизической экспедиции;
- 1964—1986 начальник Берчогурской (с 1966 Мугоджарской) геофизической экспедиции;
- 1986—1988 начальник центральной геохимической партии «ЗапКазГеологии»;
- 1988—1992 начальник методико-тематической партии «ЗапКазГеологии»;
- 1992—1994 начальник управления «ЗапКазГеоКонтроль»;
- 1994—1998 замначальника управления «ЗапКазНедра»;
- 1998—2002 начальник Актюбинской инспекции по охране и использованию недр;
- 2002—2004 советник акима Актюбинской области;
- 2004—2008 консультант председателя правления АО «АЗХС» по вопросам охраны окружающей среды;

- С 2008 года — консультант совета директоров АО «АЗХС» по экологии и природопользованию.

Звания, награды:
- Лауреат государственной премии СССР[3] 1970 года (в составе коллектива) — за открытие и разведку в Южно-Кемпирсайском горнорудном районе новых крупных месторождений хромитов и создание уникальной сырьевой базы хромитовых руд в СССР;

- Почётный разведчик недр РК[4].